# Nižná Pisaná
Nižná Pisaná est un village de Slovaquie situé dans la région de Prešov.

## Histoire
Première mention écrite du village en 1600.

## Démographie

### Évolution de la population
| Année:               | 1994. | 2004.    | 2014. | 2024.    |
| -------------------- | ----- | -------- | ----- | -------- |
| Nombre de personnes: | 88    | 100      | 86    | 75       |
| Différence:          |       | +13,63 % | -14 % | -12,79 % |

| Année:               | 2023. | 2024.   |
| -------------------- | ----- | ------- |
| Nombre de personnes: | 78    | 75      |
| Différence:          |       | -3,84 % |